# Черненко Євгенія Юріївна
 Євгенія Юріївна Черненко — капітан медичної служби Збройних сил України, учасниця російсько-української війни, що відзначилася під час російського вторгнення в Україну в 2022 році. Начальник медичного пункту 503-го окремого батальйону морської піхоти.

## Нагороди
- Хрест бойових заслуг (23 серпня 2022) — за визначні особисті заслуги у захисті державного суверенітету та територіальної цілісності України, самовіддане служіння Українському народу, вірність військовій присязі[1][2]
- Орден «За мужність» III ст. (14 квітня 2022) — за особисту мужність і самовіддані дії, виявлені у захисті державного суверенітету та територіальної цілісності України, вірність військовій присязі[3][4]